# Poyartin

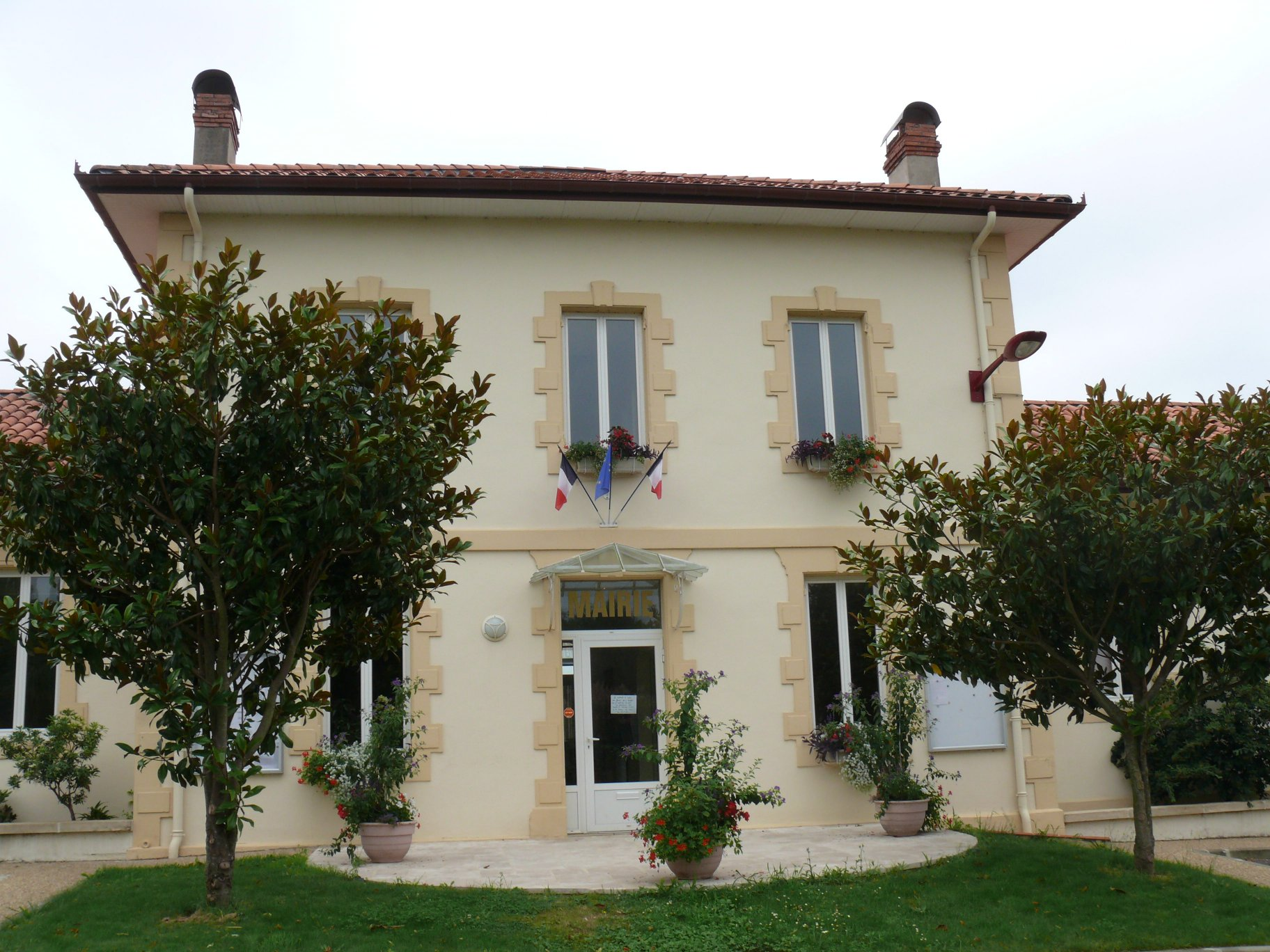
Gemeentehuis

Poyartin is een gemeente in het Franse departement Landes (regio Nouvelle-Aquitaine) en telt 628 inwoners (2004). De plaats maakt deel uit van het arrondissement Dax.

## Geografie
De oppervlakte van Poyartin bedraagt 13,0 km², de bevolkingsdichtheid is 48,3 inwoners per km².
De onderstaande kaart toont de ligging van Poyartin met de belangrijkste infrastructuur en aangrenzende gemeenten.

## Demografie
Onderstaande figuur toont het verloop van het inwonertal (bron: INSEE-tellingen).